# Migojnice
Migojnice so naselje v Občini Žalec.
Migojnice se ponašajo s cerkvijo Lurške Matere Božje in manjšim rudarskim muzejem. V muzeju se nahaja stalna razstava zgodovinskih dokumentov in starin iz rudnika Zabukovica - Liboje. V vasi se prav tako nahaja pošta, kulturni dom ter več trgovin. V preteklosti, pa tudi v sedanjosti se še najdejo ostanki obrti, povečini domačini, ki opravljajo delo kot samostojni obrtniki. 

## Oblika in zanimivosti
Migojnice so kot naselje gručaste oblike, čeprav se na stranskih krakih cest kaže tudi razvlečena. Nad vasjo se pne hrib Bukovica s planinsko postojanko in več lažje dostopnih poti. 
Pod Bukovico ždi hirbček, na katerem stoji cca. 120 let stara zgoraj omenjena cerkvica, poslikana z izvirnimi freskami Jakoba Brolla. V bližini središča Migojnic stoji tudi hram kulture z rudarskim muzejem, pošto in knjižnico.V kulturnem domu tudi domuje uprava KS Griže.  Malce naprej pa v zavetju gozdička stoji zunanje letno gledališče Limberk, najbrž eno zadnjih tovrstnih v Sloveniji.  

## Gospodarstvo,obrt in turizem
V Migojnicah se najde kar nekaj obrti, ki ohranja gospodarstvo KS Griže stabilno. Večino samostojnih podjetnikov sestavljajo avtoličarji, avtokleparji, avtoserviserji in obdelovalci kovine, manj pa je obdelave naravnih materialov. V bližini središča vasi se nahajajo velike kmetije, ki nadzorujejo dobršen del proizvodnje hmelja v Občini Žalec. Na vzhodnem robu Migojnic se pne plantaža jabolk in sadnega drevja podjetja Mirosan. V središču vasi pa se nahaja nekaj bifejev, frizerstvo, trgovina in celo manjša mesnica. Tam je prev tako rudarski muzej s stalno razstavo rudarskih predmetov in interaktivno predstavitvijo rudarjenja. Turizem predstavlja etnološko društvo Srečno, ki ima sedež v muzeju.

## Dostop in lega
Migojnice ležijo na desnem bregu reke Savinje, južno od Žalca. Od Griž vas na zahodu ločuje potok Artišnica, od Žalskega polja in Vrbja na severu reka Savinja, od Kasaz na vzhodu velikanske plantaže sadjarstva Mirosan in od Zabukovice na jugu pa hrib Bukovica. Iz Žalca gre čez reko Savinjo glavna cesta, ki je prometna žila vasi in se nadaljuje vse do Zabukovice. Pri kulturnem domu se z njo spaja glavna cesta iz Šešč. Bližje mostu čez Savinjo pa iz nje izhaja glavna cesta, ki se potem v Kasazah spaja s cesto Petrovče-Liboje. Ob glavni cesti Žalec-Migojnice je urejena kolesaska steza in pešpot.